# خاندان گیز
خاندان گیز (فرانسوی: Maison de Guise‎) به عنوان شاخه‌ای از خاندان لورن توسط کلود لورن ایجاد شد در سال ۱۵۵۸، دافین فرانسوا با ماری، ملکه اسکاتلندی، ازدواج کرد. هنگامی که این مرد جوان پس از مرگ پدرش در سال ۱۵۵۹ پادشاه شد، عموی ملکه، دوک گیز و برادرش کاردینال لورن، در طول حکومت کوتاه مدت خود را تحت کنترل سیاست فرانسه قرار دادند.
خاندان گیز ادعا داشت از نسل شارلمانی است، و نسبت به تاج و تخت فرانسه ادعا داشت. در دوران سلطنت فرانسوا دوم، آنها قدرت زیادی را به دست آوردند و از طریق ریشه کن کردن خاندان بوربون، جانشینان قانونی تخت فرانسوی، آن را به سلطنت واقعی تبدیل کردند. شاهزادهای برجسته بوربون، آنتوان، پادشاه ناوار و لوئیس، شاهزاده کُنده، پروتستان بودند. برای مخالفت با بوربون، گیز خود را قهرمان ایمان کاتولیک معرفی کرد و خود را با فیلیپ دوم اسپانیا متحد کرد.